# Truncatoguynia irregularis
Truncatoguynia irregularis is een rifkoralensoort uit de familie van de Stenocyathidae. De wetenschappelijke naam van de soort is voor het eerst geldig gepubliceerd in 1989 door Cairns.